# Łęczyce (gmina)

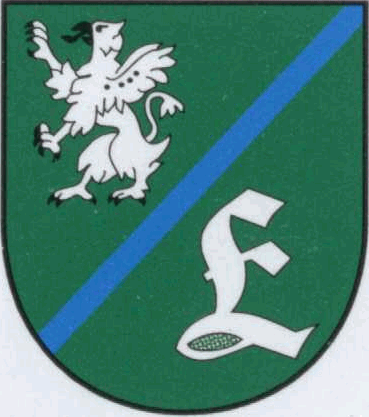
Armoiries de la municipalité de Łęczyce.

La gmina de Łęczyce est une commune rurale de la voïvodie de Poméranie et du powiat de Wejherowo. Elle s'étend sur 232,81 km² et comptait 11.650 habitants en 2010. Son siège est le village de Łęczyce qui se situe à environ 26 kilomètres à l'ouest de Wejherowo et à 56 kilomètres au nord-ouest de Gdansk, la capitale régionale.

## Villages
La gmina de Łęczyce comprend les villages et localités de Borówko, Bożepole Małe, Bożepole Wielkie, Brzeźno Lęborskie, Chmieleniec, Chrzanowo, Dąbrówka Brzezińska, Dąbrówka Wielka, Dzięcielec, Godętowo, Jeżewo, Kaczkowo, Kisewo, Łęczyce, Łęczyn, Łówcz Górny, Mokry Bór, Nawcz, Nowy Dwór, Paraszyno, Pużyce, Redystowo, Rozłazinko, Rozłazino, Strzebielino, Strzebielino-Wieś, Strzelęcino, Świchowo, Świetlino, Węgornia, Wielistowo, Witków et Wysokie.

## Gminy voisines
La gmina de Łęczyce est voisine des gminy de Cewice, Choczewo, Gniewino, Linia, Luzino et Nowa Wieś Lęborska.